# 91P/Russell
91P/Russell lub Russell 3 – kometa krótkookresowa, należąca do rodziny Jowisza.

## Odkrycie
Kometa została odkryta 14 czerwca 1983 roku przez Kennetha Russella na płycie fotograficznej wykonanej za pomocą UK Schmidt Telescope w Obserwatorium Siding Spring (Australia). W nazwie znajduje się zatem nazwisko odkrywcy.

## Orbita komety
Orbita komety 91P/Russell ma kształt elipsy o mimośrodzie 0,33. Jej peryhelium znajduje się w odległości 2,62 j.a., aphelium zaś 5,18 j.a. od Słońca. Jej okres obiegu wokół Słońca wynosi 7,70 roku, nachylenie do ekliptyki to wartość 14,08˚.